# 장안제일고등학교
장안제일고등학교(長安第一高等學校)는 대한민국 부산광역시 기장군 장안읍 좌천리에 있는 사립 고등학교이다.

## 학교 연혁
- 1988년 11월 10일 : 학교 설립인가 (보통과 학년당 2학급 계 6학급)
- 1989년 3월 3일 : 개교 및 제1회 입학식 (104명 입학)
- 1989년 3월 3일 : 초대 김현옥 교장 취임
- 1992년 2월 12일 : 제1회 졸업식 (101명)
- 1993년 3월 2일 : 학교명 변경 (장안여고→제일고등학교)
- 1997년 1월 8일 : 고등학교 신축 교사 기공식 (12실)
- 1997년 8월 28일 : 심형구 이사장 취임
- 1997년 10월 17일 : 학교 법인 명칭 변경 (학교법인 흥진학숙, 이사장 심형구)
- 2000년 3월 1일 : 학교명 변경 (제일고등학교→장안제일고등학교)
- 2003년 12월 29일 : 자율학교 인가(부산광역시교육청)
- 2005년 3월 29일 : 농어촌 우수고 모델 개발 연구학교 지정(부산광역시교육청)
- 2008년 4월 22일 : 여학생 기숙사 증축, 규모 3층 12실
- 2008년 8월 23일 : 남학생 기숙사 리모델링, 규모 3층 12실
- 2012년 1월 20일 : 다목적 강당동 기공식
- 2012년 11월 20일 : 체육실, 급식실, 다목적교실, 극장식 강당으로 구성된 도현관 준공
- 2019년 3월 1일 : 학교법인 흥진학숙 김경희 이사장 취임
- 2023년 3월 1일 : 제11대 한동호 교장 취임
- 2025년 2월 7일 : 제34회 졸업식(졸업생 91명, 총 졸업생 3,787명)
- 2025년 3월 4일 : 제37회 입학식(입학생 4학급 97명)

## 참고 자료
- 장안제일고등학교 - 한국교육학술정보원 학교알리미